# أوسكار لورد
أوسكار لورد (1 أغسطس 1888 - 19 سبتمبر 1960) (بالإنجليزية: Wilfrid Lord)‏ هو لاعب كريكت بريطاني (وحمل سابقاً جنسية المملكة المتحدة لبريطانيا العظمى وأيرلندا).